# Le Bourg-d'Oisans
Le Bourg-d'Oisans é uma comuna francesa no departamento de Isère, na região de Auvérnia-Ródano-Alpes. População de 2.984 habitantes (1999) e área de 36 km².